# Заборово (Елцький повіт)
Заборово (пол. Zaborowo, нім. Saborowen, 1938-45: Reichenwalde in Ostpreußen) — село в Польщі, у гміні Каліново Елцького повіту Вармінсько-Мазурського воєводства.
Населення — 37 осіб (2011).
У 1975-1998 роках село належало до Сувальського воєводства.

## Демографія
Демографічна структура станом на 31 березня 2011 року:
|          | Загалом | Допрацездатний вік | Працездатний вік | Постпрацездатний вік |
| -------- | ------- | ------------------ | ---------------- | -------------------- |
| Чоловіки | 21      | 4                  | 12               | 5                    |
| Жінки    | 16      | 3                  | 8                | 5                    |
| Разом    | 37      | 7                  | 20               | 10                   |